# Episodi di Luimelia (prima stagione)
La prima stagione della serie televisiva spagnola #Luimelia, composta da 6 episodi da 10 minuti ciascuna, è stata distribuita in streaming sulla piattaforma Atresplayer Premium dal 14 febbraio al 15 marzo 2020.
In Italia la stagione è inedita.
| nº | Titolo originale         | Prima visione Spagna | nº | Titolo italiano | Prima TV Italia |
| -- | ------------------------ | -------------------- | -- | --------------- | --------------- |
| 1  | Luisita y Amelia         | 14 febbraio 2020     |    |                 |                 |
| 2  | Primera cita             | 16 febbraio 2020     |    |                 |                 |
| 3  | #Lurelia                 | 23 febbraio 2020     |    |                 |                 |
| 4  | Nosotres                 | 1º marzo 2020        |    |                 |                 |
| 5  | Ana, Sergi y el Rey león | 8 marzo 2020         |    |                 |                 |
| 6  | Naranjas                 | 15 marzo 2020        |    |                 |                 |

## Luisita y Amelia
- Titolo originale: Luisita y Amelia
- Diretto da: Borja González Santaolalla
- Scritto da: Diana Rojo & Borja González Santaolalla

### Trama
2020. Luisita e Amelia sono due sconosciute che, ultimamente, non hanno avuto molta fortuna in amore. Entrambi si trovano in un momento vitale diverso, ma il destino escogita un modo inaspettato per incontrarsi per la prima volta.

## Primera cita
- Titolo originale: Primera cita
- Diretto da: Borja González Santaolalla
- Scritto da: Diana Rojo & Borja González Santaolalla

### Trama
Amelia e Luisita si stanno incontrando per un drink al loro primo appuntamento ed entrambe vogliono mostrare il loro meglio. Il problema è che, da quando esistono i social network, il primo appuntamento ha cessato da tempo di essere la prima impressione. Avranno la possibilità di conoscersi davvero?

## Lurelia
- Titolo originale: #Lurelia
- Diretto da: Borja González Santaolalla
- Scritto da: Diana Rojo & Borja González Santaolalla

### Trama
Amelia si trasferisce a casa di Luisita, che è totalmente assorbita da una trama lesbica della sua serie preferita Amar eternamente. Amelia non capisce come la sua ragazza sia così appassionata del romanzo finché non scopre #Lurelia.

## Nosotres
- Titolo originale: Nosotres
- Diretto da: Borja González Santaolalla
- Scritto da: Daniel del Casar

### Trama
Luisita è una femminista convinta, che difende anche l'importanza di rendersi visibile come lesbica. Da un lato, Amelia affronta una situazione da macho in un casting; mentre, invece, Luisita riflette sui propri pregiudizi, grazie a un idraulico molto particolare.

## Ana, Sergi y el Rey león
- Titolo originale: Ana, Sergi y el Rey león
- Diretto da: Borja González Santaolalla
- Scritto da: Ángel Turlán & Aitor Santos

### Trama
È passato un po' di tempo da quando Amelia e Luisita hanno iniziato a frequentarsi, abbastanza per conoscersi il meglio e il peggio. La loro relazione attraversa molti alti e bassi ed è che i momenti più importanti di una coppia, a volte, vengono vissuti nei luoghi meno insospettabili.

## Naranjas
- Titolo originale: Naranjas
- Diretto da: Borja González Santaolalla
- Scritto da: Beatriz Duque, Diana Rojo & Borja González Santaolalla

### Trama
Luisita e Amelia non si guardano più come prima e decidono di allontanarsi. Una notte insonne fa riflettere la coppia sulla loro relazione e sul loro amore. "Perché non è come ci hanno detto.